# Andorrezen
Andorrezen is een Europese en meertalige bevolkingsgroep afkomstig uit Andorra, waar slechts ongeveer een derde van de inwoners de Andorrese nationaliteit bezit.

## Bekende Andorrezen
- Marc Bernaus, voetballer